# Twin Oaks Community

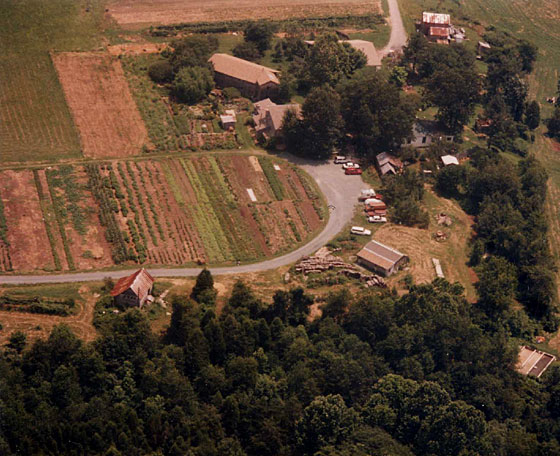
Twin Oaks: Zufahrt und Gemeinschaftsgarten

Die Twin Oaks Community ist eine als Ökodorf organisierte egalitäre Kommune mit etwa 100 Einwohnern in Louisa County, Virginia (USA). Gegründet 1967, ist die Kommune heute eine der ältesten und größten säkularen Kommunen in Nordamerika. Sie fußt auf den Grundwerten Kooperation, Egalitarismus, Gewaltlosigkeit, Nachhaltigkeit und Gemeinsame Ökonomie.

## Gründung

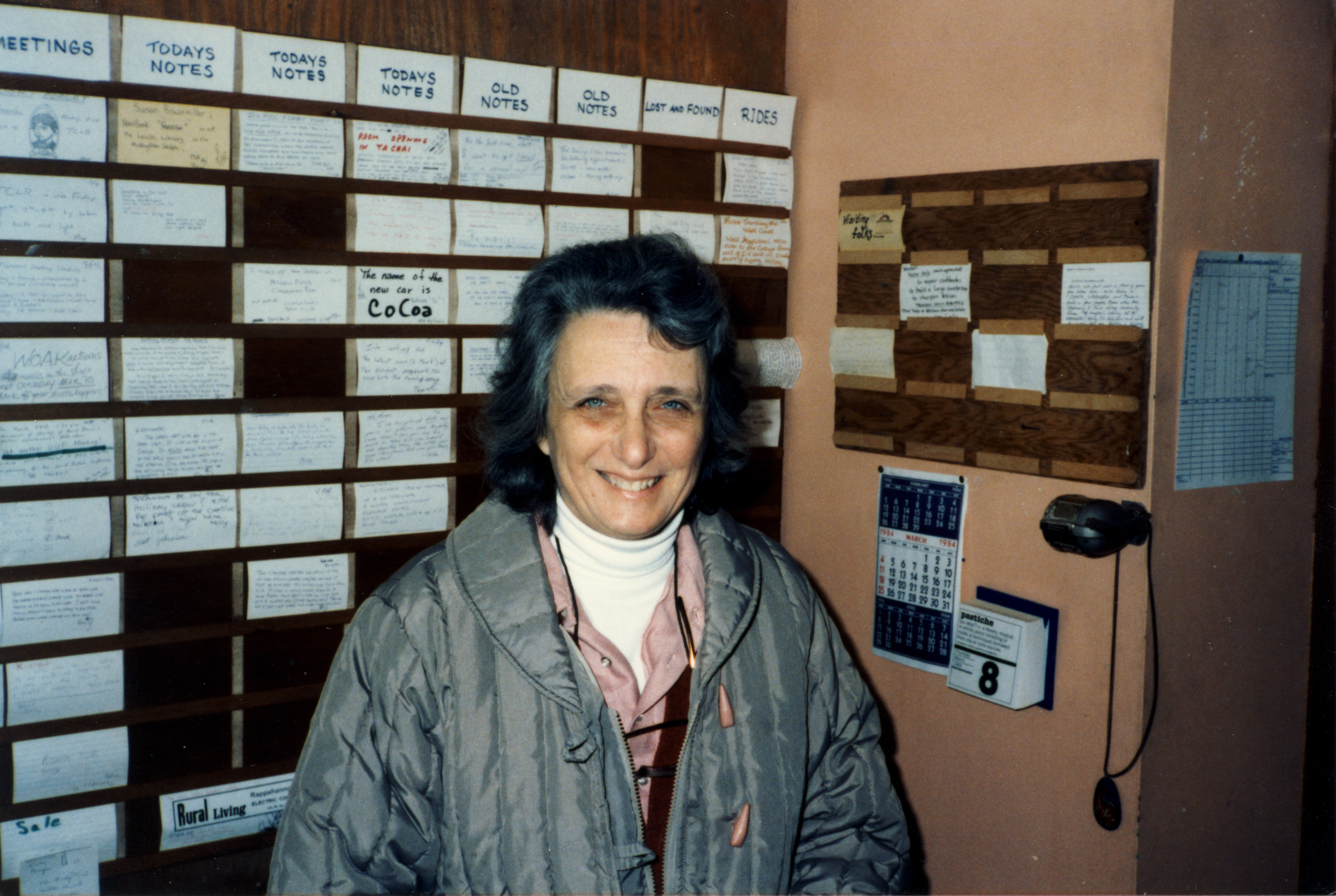
Kat Kinkade 1984

Twin Oaks wurde 1967 von acht Kommunarden auf einer ehemaligen Tabakfarm gegründet, unter ihnen Kathleen „Kat“ Kinkade, die in der Folge zwei Bücher über die Kommune veröffentlichte. Die Gründer waren durch B. F. Skinners Roman Walden Two inspiriert, in dem der Psychologe und Vertreter des Behaviorismus ein fiktives Utopia beschrieben hatte. Skinners Vision verlor für die Mitglieder der Kommune jedoch schnell an Bedeutung; statt an den Prinzipien des Behaviorismus orientierten sie sich bald an den Prinzipien des Egalitarismus.
Eine hohe Mitgliederfluktuation und geringe Einkommen stellten die Kommune in ihren ersten Jahren vor große Herausforderungen. Andere Probleme, die stereotypisch mit Kommunen assoziiert würden (wie zum Beispiel Schmarotzertum und mangelhafte Organisiertheit), konnten Kinkade zufolge jedoch durch eine flexible, aber strukturierte Organisation der Arbeit vermieden werden.
Die initiale Struktur der Kommune und ihr Punktesystem für Arbeitsleistungen sind vom Grundsatz her weiter intakt, wurden über die Zeit aber überarbeitet. So hatten Kommunarden ursprünglich, wie auch in Skinners Roman, je nach umgesetzter Aufgabe unterschiedliche Punkte pro Arbeitsstunde erhalten. Auf diese Weise sollten auch uninteressante Tätigkeiten attraktiv werden. Als die Kommune aber eine Größe von etwa 40 Mitgliedern erreicht hatte, wurde das System modifiziert: Es hatte sich herausgestellt, dass keine der Tätigkeiten universell als attraktiv oder unattraktiv angesehen wurde, so dass auch die unterschiedliche Bewertung innerhalb des Punktesystems nicht mehr sinnhaft nachvollzogen werden konnte. Heute gibt es daher eine einheitliche Bewertung, nach der jede Tätigkeit innerhalb der Kommune identisch honoriert wird.

## Alltag
Eine Voraussetzung für die Mitgliedschaft in der Twin Oaks Community ist ein dreiwöchiger Aufenthalt als Besucher, während dessen Interessenten einen Einblick in die Kommune erhalten. Neu akzeptierte Mitglieder müssen dann typischerweise zwischen drei und neun Monate auf einer Warteliste auf ihren Eintritt in die Kommune warten: Seit 2011 ist die Kapazität der Kommune kontinuierlich erschöpft. Neue Mitglieder können in diesem Fall erst dann in die Kommune einziehen, wenn ein anderes Mitglied ausscheidet. In der Vergangenheit war es so, dass Twin Oaks seine Kapazitäten zum Beispiel durch Neubauten erweitert hatte, wenn über einen längeren Zeitraum eine Warteliste existierte.
Im Unterschied zu vielen anderen Cohousing-Gemeinschaften entstehen durch einen Eintritt in Twin Oaks keine Kosten. Es wird zudem keine Miete fällig noch werden andere laufende Kosten erhoben. Dinge des täglichen Bedarfs, also Wohnraum, Kleidung, Lebensmittel und ärztliche Versorgung, werden den Mitgliedern gestellt. Im Gegenzug arbeiten diese etwa 42 Stunden pro Woche für die Gemeinschaft. Ein Teil der Arbeit generiert Einkünfte für die Kommune, der Rest sind Hausarbeiten wie zum Beispiel Kochen, Instandhaltungen, Putzen, Kinderbetreuung und Gartenarbeit. Die meisten Kommunarden bearbeiten eine große Bandbreite an Aufgaben, statt sich auf nur einen bestimmten Bereich zu beschränken. Die Mitglieder können sich außerdem dazu entscheiden, außerhalb von Twin Oaks zu arbeiten. Der Großteil des Einkommens aus dieser Tätigkeit geht an die Gemeinschaft, während der Rest auf ein „Urlaubskonto“ eingezahlt werden kann. Auch Überstunden werden auf diesem Urlaubskonto angesammelt. 
Die Mitglieder der Kommune treffen sich häufig zu gemeinsamen Freizeitaktivitäten wie Tanzen, Meditieren und Gesellschaftsspielen, oder sie diskutieren Literatur oder führen Musicals auf. Fernsehen ist nur eingeschränkt erlaubt: Nur aufgezeichnete Programme dürfen angesehen werden, das Live-Programm ist untersagt. Allerdings besteht Zugang zum Internet und zu öffentlichen Computern.
Die Mitglieder gehören unterschiedlichen Religionen und Weltanschauungen an. Unter ihnen finden sich Christen, Atheisten, Pagane, Buddhisten und andere. Sie feiern heidnische Hochzeitszeremonien (Handfasting), die Tagundnachtgleichen, Thanksgiving und den 16. Juni, den Jahrestag der Gründung der Kommune.
Die Gemeinschaftsunterkünfte sind über die gesamte Farm hinweg verteilt. Sie sind mit privaten Schlafzimmern und gemeinsam genutzten Einrichtungen ausgestattet.
Die Mitgliederfluktuation ist nicht mehr so hoch wie in den frühen Jahren der Kommune, und viele ehemalige Mitglieder wohnen heute in den nahe gelegenen Orten Charlottesville und Louisa, um Kontakt zur Kommune halten zu können.

## Twin-Oaks-Unternehmen
Die Kommune unterhält mehrere Gemeinschaftsunternehmen, darunter Twin Oaks Tofu, Twin Oaks Hammocks und Twin Oaks Book Indexing. Außerdem produzieren die Mitglieder mit der Twin Oaks Seed Farm Samen für die Southern Exposure Seed Exchange. Aus diesen Quellen generiert Twin Oaks etwa 600.000 US-Dollar pro Jahr, die in den Erwerb von Gütern, die nicht selbst produziert werden können, und als monatliches Taschengeld an die Mitglieder fließen. Diese führen die Langlebigkeit ihrer Kommune auch oft auf diese Beteiligungen am kapitalistischen Wirtschaftssystem zurück.

## Twin Oaks und andere Kommunen
Twin Oaks hat drei Schwesterkommunen: die Acorn Community, etwa 11 km von Twin Oaks entfernt, die Living Energy Farm, ebenfalls in Louisa County, und die East Wind Community in Missouri.
Twin Oaks ist außerdem jährlich im August Ausrichter der Communities Conference und des Women's Gathering − Treffen von Kommunen, die vom Fellowship for Intentional Community unterstützt werden.

## Twin Oaks in den Medien
Die Geschichte von Twin Oaks ist ausführlich in zwei Büchern von Kathleen „Kat“ Kinkade beschrieben, einer der Mitbegründerinnen der Kommune. Das erste Buch, A Walden Two Experiment, beschreibt die ersten fünf Jahre der Kommune, das zweite, Is it Utopia Yet?, die nächsten 20. Ein weiteres Buch aus den 1980er Jahren, Living the Dream von Ingrid Komar (der Mutter eines Kommunarden), beschäftigt sich ebenfalls mit der Geschichte von Twin Oaks. Zudem hatten viele Zeitungs- und Zeitschriftenartikel wie auch mehrere Dissertationen und Masterarbeiten die Kommune zum Gegenstand. Eine Liste dieser Veröffentlichungen findet sich auf der Website der Kommune.

## Twin Oaks und Ökologie
Twin Oaks hat das Ziel, ein Vorreiter in Sachen Nachhaltigkeit zu sein. Dank der weitgehenden Selbstversorgung und der gemeinschaftlichen Nutzung von Gütern verbraucht jedes Mitglied weniger Ressourcen als der durchschnittliche Amerikaner, darunter 70 % weniger Benzin, 80 % weniger Strom und 76 % weniger Gas. Neben den Gemeinschaftsunterkünften gibt es beispielsweise auch eine gemeinsam genutzte Flotte von 17 Fahrzeugen und eine gemeinsame Kleiderkammer. Nur die persönlichen Dinge, die die Mitglieder in ihren Schlafzimmern aufbewahren, werden nicht gemeinschaftlich genutzt.

## Kritik
Auch von Seiten der Kommune selbst wird anerkannt, dass das Ziel der perfekten Gesellschaft in Twin Oaks noch nicht realisiert werden konnte; sie verteilt sogar eine Broschüre mit dem Titel Not Utopia Yet an Besucher. So gibt es beispielsweise wenig Privatsphäre in Twin Oaks. Mitglieder, die seit mehreren Jahren in der Kommune leben, fühlen sich zudem gelegentlich „gefangen“, was auch darauf zurückgeführt wird, dass Mitglieder kaum Möglichkeiten haben, eigenes Kapital anzusparen.
Die Gründung von Twin Oaks war inspiriert durch B. F. Skinners Utopie Walden Two. Daraus folgend experimentierten die Mitglieder in den frühen Jahren der Kommune mit Ideen des Behaviorismus, um persönliche Verhaltensweisen zu verändern; es war aber zu keinem Zeitpunkt beabsichtigt, Behaviorismus zu einem Leitprinzip der Kommune zu erklären. Heute finden sich behavioristische Ideen in Twin Oaks noch in den Versuchen, das Arbeiten durch Einflüsse wie Kaffeepausen oder Livemusik attraktiver zu gestalten. Dem Prinzip der Gewaltlosigkeit folgend gibt es in der Kommune keinerlei Form von Bestrafung.
Ein Kritikpunkt, der sowohl von Besuchern als auch von den Kommunarden selbst hervorgebracht wird, betrifft die mangelnde Sauberkeit in der Kommune. Die egalitaristische Ausrichtung von Twin Oaks und die Tatsache, dass sich die Mitglieder ihre Tätigkeiten selbst wählen, führen dazu, dass es keine niedere Klasse gibt, die unattraktive Aufgaben wie etwa Reinigungsarbeiten ausführt. Zwar gilt die freie Wahl der Arbeiten nicht für Besucher, aber die gemeinschaftlichen Regeln verbieten es, dass Besuchern Aufgaben zugewiesen werden, wenn sich nicht ebenso ein Mitglied der Kommune an der Aufgabe beteiligt.
Ein weiterer Kritikpunkt an Twin Oaks ist der zurückhaltende Umgang mit zwischenmenschlichen Konflikten. Während viele andere egalitäre Kommunen interpersonale Kommunikation so hoch priorisieren, dass sie zum Beispiel die Mitgliedschaft in der Kommune daran knüpfen, dass Konflikte auch bearbeitet werden, ist in Twin Oaks die Mitarbeit an einer Konfliktlösung (unter Umständen auch moderiert durch das Process Team) freiwillig. Für Mitglieder, die sich einer solchen Moderation des Konflikts verweigern, kennt Twin Oaks keine formellen Konsequenzen.
Ursprünglich hatten die Gründer für Twin Oaks eine Mitgliederzahl von 1.000 vorgesehen. Heute wird die Kommune oft dafür kritisiert, dass sie sich einem Wachstum verschließt. Die Zahl der Bewohner stagniert seit 1996 bei etwa 100 (einschließlich der Kinder).